# Passiflora inca
Passiflora inca är en passionsblomsväxtart som beskrevs av P. Jørg. Passiflora inca ingår i släktet passionsblommor, och familjen passionsblomsväxter. Inga underarter finns listade i Catalogue of Life.